# Alstom Prima H4
Die Alstom Prima H4, auch als Prima H4 oder H4 bezeichnet, sind von Alstom am Standort Belfort entwickelte Rangierlokomotiven, die sowohl im Strecken- als auch im schweren Rangierbetrieb eingesetzt werden können. Bei den Schweizerischen Bundesbahnen tragen die Lokomotiven die Baureihenbezeichnung SBB Aem 940.

## Geschichte
Der Grund für die Entwicklung der Alstom Prima H4 wurde durch eine Ausschreibung der SBB in der Schweiz im Jahr 2015 gelegt. Diese erneuert den eigenen Fahrzeugbestand und muss dafür mehrere Lokomotiven für unterschiedliche Achsanzahl, Leistungsklasse, Masse und Einsatzumgebung beschaffen. So haben die SBB Am 6/6 für den schweren Rangierbetrieb am Ablaufberg nach 40 Jahren das Ende ihrer Lebensdauer erreicht und sollen ersetzt werden. Ebenfalls sollen die SBB Am 841 aus den 1990er Jahren und die SBB Ee 6/6 II aus den 1980er Jahren ersetzt werden. Mit der H4 wollte Alstom im Bereich der vierachsigen Rangierlokomotiven eine Lösung für diesen Austausch mit einer H4-Bi-Mode-Variante auf der InnoTrans 2018 präsentieren.
Alstom gewann die Ausschreibung der SBB und aktuell ist ein Einsatz von 47 Fahrzeugen geplant. Bereits 2018 wurden drei H4-Lokomotiven produziert und durchliefen Testfahrten für Zugsicherung und die gewünschten betrieblichen Anforderungen.
Alstom will weiter in die Entwicklung der Lokomotivenplattform investieren, dabei bekommt der Konzern Unterstützung durch die staatliche französische Energie und Umweltbehörde ADEME mit rund vier Millionen Euro.

## Technische Merkmale
Ähnlich zur Prima H3 wird bei der Lokomotivenplattform der Prima H4 ein serieller Antriebsstrang mit elektrischen Fahrmotoren als Basis für die Konstruktion und Modularität des Antriebskonzeptes eingesetzt. Diese Modularität ermöglicht das Umrüsten eines Fahrzeuges für unterschiedliche äußere Umweltbedingungen und Einsatzszenarien. Durch die Kombination verschiedener Systeme im Antriebsstrang soll bis zu 50 % Dieselkraftstoff eingespart, 50 % weniger umweltschädliche Emissionen ausgestoßen und bis zu 15 % Unterhaltskosten für ein Fahrzeug eingespart werden.
Bisher ist die H4 in vier verschiedenen Antriebsstrangvarianten geplant:
| Variante              | Leistung                                                      | Einsatzfeld                                                                   |
| --------------------- | ------------------------------------------------------------- | ----------------------------------------------------------------------------- |
| H4 Hybrid             | 600 kW Akkumulator 900 kW Dieselgeneratoraggregat             | Rangierbetrieb, Streckenbetrieb                                               |
| H4 Bi-Mode Elektrisch | 900 kW Dieselgeneratoraggregat 2000 kW im Fahrleitungsbetrieb | Schwerer Rangierbetrieb, Streckenbetrieb                                      |
| H4 Bi-Mode Batterie   | 600 kW Akkumulator 1600 kW Fahrleitungsbetrieb                | Rangierbetrieb, Hauptstrecken im Streckenbetrieb sowie Tunnel (emissionsfrei) |
| H4 Dual Engine        | 900 kW Dieselgeneratoraggregat 900 kW Dieselgeneratoraggregat | Schwerer Rangierbetrieb, Streckenbetrieb                                      |

## Einsatz
Die Lokomotiven sollen sowohl im Streckenbetrieb, Rangierbetrieb am Ablaufberg und auch im Gleisbau eingesetzt werden. Die elektrisch betriebenen Fahrzeuge, die keine gasförmigen Emissionen ausstoßen, sind auch für den Betrieb in Tunneln geeignet. Die ersten 47 Lokomotiven erhalten die SBB in der Schweiz. Die fünf ersten Lokomotiven entsprechen nicht der Serienausführung und wurden ab Juni 2022 von Sersa übernommen. Alstom liefert dafür fünf weitere Fahrzeuge an die SBB. Die ersten Lokomotive der Nachlieferung wurde im August 2023 abgeliefert, im Mai 2024 mit der 940 052 die Letzte.